# Dąbrówno (Potęgowo)
Dąbrówno (deutsch Schöneichen) ist ein Dorf in der Gemeinde Potęgowo im Kreis Słupsk (Kreis Stolp) der polnischen Woiwodschaft Pommern.

## Geographische Lage
Dąbrówno liegt in Hinterpommern, etwa 30 Kilometer ostsüdöstlich der Stadt Słupsk (Stolp) und vier Kilometer östlich des Kirchdorfs Łupawa (Lupow).

## Geschichte
Dąbrówno hieß früher Dombrowe und ist aus der einstigen Schäferei Damerow oder Dumbrowe auf der Feldmark des Guts Grumkow hervorgegangen. Im Jahr 1784 gehörten zu der Schäferei vier Kossäten und acht Büdner sowie die Kolonie Schönfelde, die aus einem Vorwerk, vier Bauern und vier Büdnern bestand. Im Jahr 1839 wurde aus dem Vorwerk Dombrowe ein selbständiges Gut, das vor dem Ersten Weltkrieg den Namen Schöneichen erhielt. Das 821 Hektar große Rittergut mit dem Vorwerk Schönfeld befand sich noch 1928 im Besitz von Leo von Zelewski und wurde dann aufgesiedelt. 
Im Jahr 1939 lebten in Schöneichen 410 Einwohner in 78 Haushaltungen. 
Vor 1945 gehörte Schöneichen zum Amtsbezirk Grumbkow im Landkreis Stolp, Regierungsbezirk Köslin, der Provinz Pommern. Die Gemeindefläche war 827 Hektar groß. In der Gemeinde Schöneichen gab es zwei Wohnorte:
- Schöneichen
- Schönfeld

Die Dorfgemeinde hatte insgesamt 57 landwirtschaftliche Betriebe.
Gegen Ende des Zweiten Weltkriegs besetzte am 9. März 1945 die Rote Armee kampflos das Dorf. Einige Dorfbewohner hatten zuvor einen vergeblichen Fluchtversuch unternommen. Ab Juli 1945 kamen Polen in das Dorf und übernahmen Häuser und Gehöfte. Bis Weihnachten 1945 hatten sie alle Gehöfte beschlagnahmt. Schöneichen wurde in Dąbrówno umbenannt. In Gutzmerow entstand ein polnisches Straflager, in das Dorfbewohner, die sich nicht fügten, eingesperrt wurden. Nur ein Teil der Felder konnte fortan bestellt werden. In der Folgezeit wurden alle Dorfbewohner vertrieben.
Später wurden in der Bundesrepublik Deutschland 147 und in der DDR 138 aus Schöneichen stammende Dorfbewohner ermittelt.
Das Dorf gehört heute zum Powiat Słupski der Woiwodschaft Pommern (bis 1998 Woiwodschaft Słupsk). Hier leben heute etwa 245 Einwohner.

### Kirche
Die vor 1945 anwesenden Dorfbewohner waren evangelisch. Im Jahr 1925 gab es einen Dorfbewohner katholischer Religion. Schöneichen gehörte zum Kirchspiel Lupow und damit zum Kirchenkreis Stolp-Altstadt.

### Schule
Die vor 1945 in Schöneichen vorhandene Volksschule war einstufig. Im Jahr 1932 unterrichtete dort ein einzelner Lehrer 61 Schulkinder.